# Mike Campbell
Michael Wayne „Mike“ Campbell (* 1. února 1950) je americký kytarista, skladatel a hudební producent, nejvíce známý členstvím ve skupině Tom Petty and the Heartbreakers, v níž působil po celou dobu její existence v letech 1976–2017. S jejím frontmanem – zpěvákem Tomem Pettym – předtím působil ve skupině Mudcrutch, v roce 2007 obnovené a aktivní až do Pettyho smrti v roce 2017. V 90. letech hrál v kapele Blue Stingrays, která vydala jedno album. V letech 2018–2019 absolvoval světové turné se skupinou Fleetwood Mac. V roce 2020 vyšlo první album jeho vlastní kapely The Dirty Knobs nazvané Wreckless Abandon. Další dvě alba skupina vydala v letech 2022 a 2024. Campbell dále hrál na nahrávkách Neila Diamonda, Boba Dylana, Iana Huntera, Stevie Nicks, Warrena Zevona a desítek dalších. V žebříčku 100 nejlepších kytaristů všech dob časopisu Rolling Stone se v roce 2011 umístil na 79. příčce.